# Malagasotingis
Malagasotingis is een geslacht van wantsen uit de familie van de Tingidae (Netwantsen). Het geslacht werd voor het eerst wetenschappelijk beschreven door B. Lis in 2009.

## Soorten
Het genus bevat de volgende soorten:

- Malagasotingis pandani Guilbert, 2020
- Malagasotingis ursulae B. Lis, 2009